# Unione Calcio Sampdoria 1987-1988
Questa voce raccoglie le informazioni riguardanti l'Unione Calcio Sampdoria nelle competizioni ufficiali della stagione 1987-1988.

## Stagione

La festa di giocatori e tifosi per la vittoria in Coppa Italia

Quella del 1987-1988 è stata per la Sampdoria la stagione della seconda Coppa Italia, vinta superando in finale il Torino, mentre il campionato ha visto la squadra chiudere la classifica al quarto posto, eguagliando l'allora migliore piazzamento blucerchiato conseguito nelle edizioni 1960-1961 e 1984-1985. Sempre affidati al tecnico slavo Vujadin Boškov i blucerchiati sono giunti terzi con 20 punti al termine del girone di andata, il girone ritorno è stato più altalenante, con un bottino di 17 punti. Scudetto vinto dal Milan, davanti al Napoli di Maradona ed alla Roma. Con 13 reti il miglior marcatore stagionale per i blucerchiati è stato Gianluca Vialli. Confermati i due stranieri, il brasiliano Toninho Cerezo ed il tedesco Hans Peter Briegel.
Come detto, vittoria nella 40ª edizione della Coppa Italia. Si parte alla grande, vincendo con cinque vittorie il settimo girone di qualificazione, disputato prima del campionato. Negli ottavi di finale a gennaio viene superato il Pisa, nei quarti è stato eliminato l'Ascoli, in semifinale è stata superata l'Inter, nella doppia finale viene superato il Torino, nei tempi supplementari della partita di ritorno, decisiva la rete di Fausto Salsano nel secondo tempo supplementare. Un successo che permette alla Sampdoria di disputare la prossima edizione della Coppa delle Coppe.

## Rosa
| N. |                   | Ruolo | Calciatore                 |
| -- | ----------------- | ----- | -------------------------- |
|    | Italia (bandiera) | P     | Gianluca Pagliuca          |
|    | Italia (bandiera) | P     | Guido Bistazzoni           |
|    | Italia (bandiera) | P     | Roberto Bocchino           |
|    | Italia (bandiera) | P     | Sergio Marcon              |
|    | Italia (bandiera) | D     | Emilio Affuso              |
|    | Italia (bandiera) | D     | Andrea Veronici            |
|    | Italia (bandiera) | D     | Marco Lanna                |
|    | Italia (bandiera) | D     | Moreno Mannini             |
|    | Italia (bandiera) | D     | Pietro Vierchowod          |
|    | Italia (bandiera) | D     | Luca Pellegrini (capitano) |
|    | Italia (bandiera) | D     | Fausto Pari                |
|    | Italia (bandiera) | D     | Antonio Paganin            |

| N. |                           | Ruolo | Calciatore         |
| -- | ------------------------- | ----- | ------------------ |
|    | Italia (bandiera)         | D     | Michele Zanutta    |
|    | Brasile (bandiera)        | C     | Toninho Cerezo     |
|    | Italia (bandiera)         | C     | Luca Fusi          |
|    | Italia (bandiera)         | C     | Fausto Salsano     |
|    | Italia (bandiera)         | C     | Fulvio Bonomi      |
|    | Italia (bandiera)         | C     | Roberto Breda      |
|    | Germania Ovest (bandiera) | C     | Hans-Peter Briegel |
|    | Italia (bandiera)         | A     | Roberto Mancini    |
|    | Italia (bandiera)         | A     | Marco Branca       |
|    | Italia (bandiera)         | A     | Gianluca Vialli    |
|    | Italia (bandiera)         | A     | Enrico Chiesa      |
|    | Italia (bandiera)         | A     | Maurizio Ganz      |

## Risultati

### Serie A

#### Girone di andata
| Arbitro: | Amendolia (Messina) |

|                       |           |  |
| R. Mancini 42’ Cerezo | Marcatori |  |

| Arbitro: | Baldas (Trieste) |

|                                   |           |            |
| Polster 6’, 46’, 82’ E. Rossi 36’ | Marcatori | 87’ Vialli |

| Arbitro: | Fabricatore (Roma) |

|                                           |           |                   |
| Briegel 13’ R. Mancini 63’ Vierchowod 84’ | Marcatori | 43’ Elkjær Larsen |

| Arbitro: | Pezzella (Frattamaggiore) |

|  |           |                   |
|  | Marcatori | 41’ (rig.) Bonomi |

| Arbitro: | Lanese (Messina) |

|            |           |            |
| Vialli 53’ | Marcatori | 51’ Gullit |

| Pescara 25 ottobre 1987 6ª giornata | Pescara          | 0 – 0 referto | Sampdoria | Stadio Adriatico\| Arbitro: \| Casarin (Milano) \| |
| Arbitro:                            | Casarin (Milano) |               |           |                                                    |

| Arbitro: | Di Cola (Avezzano) |

|                                                       |           |                |
| Salsano 18’ Vierchowod 20’ R. Mancini 53’ (rig.), 87’ | Marcatori | 70’ Rizzitelli |

| Arbitro: | Magni (Bergamo) |

|               |           |                                |
| Schachner 45’ | Marcatori | 15’ (aut.) Colomba 44’ Briegel |

| Arbitro: | D'Elia (Salerno) |

|                    |           |            |
| Paganin 33’ (aut.) | Marcatori | 37’ Cerezo |

| Genova 29 novembre 1987 10ª giornata | Sampdoria                    | 0 – 0 referto | Roma | Stadio Luigi Ferraris\| Arbitro: \| Agnolin (Bassano del Grappa) \| |
| Arbitro:                             | Agnolin (Bassano del Grappa) |               |      |                                                                     |

| Genova 13 dicembre 1987 11ª giornata | Sampdoria          | 2 – 0 referto | Ascoli | Stadio Luigi Ferraris\| Arbitro: \| Sguizzato (Verona) \| |
| Arbitro:                             | Sguizzato (Verona) |               |        |                                                           |

| Arbitro: | Casarin (Milano) |

|            |           |                |
| Cabrini 6’ | Marcatori | 52’ Vierchowod |

| Arbitro: | Baldas (Trieste) |

|                |           |             |
| R. Mancini 58’ | Marcatori | 8’ R. Ferri |

| Arbitro: | Magni (Bergamo) |

|  |           |                   |
|  | Marcatori | 33’ L. Pellegrini |

| Arbitro: | Lanese (Messina) |

|  |           |              |
|  | Marcatori | 87’ Maradona |

#### Girone di ritorno
| Arbitro: | D'Elia (Salerno) |

|                        |           |                 |
| Cucchi 14’ Ekström 43’ | Marcatori | 55’, 58’ Vialli |

| Arbitro: | Lombardo (Marsala) |

|                |           |          |
| M. Mannini 33’ | Marcatori | 44’ Comi |

| Arbitro: | Pezzella (Frattamaggiore) |

|                                        |           |            |
| Pacione 51’ Volpecina 76’ Berthold 86’ | Marcatori | 31’ Vialli |

| Arbitro: | Luci (Firenze) |

|                                       |           |  |
| Vierchowod 21’ Briegel 55’ Vialli 76’ | Marcatori |  |

| Arbitro: | Agnolin (Bassano del Grappa) |

|                       |           |                   |
| Virdis 7’ Maldini 70’ | Marcatori | 16’ (rig.) Bonomi |

| Arbitro: | Felicani (Bologna) |

|                     |           |               |
| Cerezo 21’ Pari 70’ | Marcatori | 15’ Gasperini |

| Arbitro: | Magni (Bergamo) |

|                  |           |  |
| Bianchi 15’, 40’ | Marcatori |  |

| Arbitro: | Paparesta (Bari) |

|                            |           |  |
| Salsano 63’ Vierchowod 68’ | Marcatori |  |

| Arbitro: | Sguizzato (Verona) |

|                   |           |  |
| Bonomi 57’ (rig.) | Marcatori |  |

| Arbitro: | D'Elia (Salerno) |

|  |           |                              |
|  | Marcatori | 67’ Vialli 76’ (rig.) Bonomi |

| Arbitro: | Magni (Bergamo) |

|               |           |            |
| Scarafoni 59’ | Marcatori | 87’ Branca |

| Arbitro: | Pezzella (Frattamaggiore) |

|                              |           |                     |
| Bonomi 28’ (rig.) Vialli 40’ | Marcatori | 44’ Buso 90’ Scirea |

| Arbitro: | Coppetelli (Tivoli) |

|                                        |           |                |
| Mandorlini 32’ Scifo 60’ Altobelli 79’ | Marcatori | 85’ M. Mannini |

| Genova 8 maggio 1988 29ª giornata | Sampdoria                    | 0 – 0 referto | Pisa | Stadio Luigi Ferraris\| Arbitro: \| Agnolin (Bassano del Grappa) \| |
| Arbitro:                          | Agnolin (Bassano del Grappa) |               |      |                                                                     |

| Arbitro: | Sguizzato (Verona) |

|                 |           |                              |
| A. Carnevale 7’ | Marcatori | 59’ L. Pellegrini 87’ Vialli |

### Coppa Italia

#### Primo turno
| Arbitro: | Sguizzato (Verona) |

|  |           |                       |
|  | Marcatori | 5’ Cerezo 18’ Briegel |

| Arbitro: | Tarallo (Como) |

|                                 |           |  |
| Castagnini 4’ (aut.) Cerezo 48’ | Marcatori |  |

| Arbitro: | Cornieti (Forlì) |

|              |           |                       |
| Bertozzi 56’ | Marcatori | 47’ Bonomi 53’ Cerezo |

| Arbitro: | Paparesta (Bari) |

|                            |           |  |
| Pari 56’ Progna 58’ (aut.) | Marcatori |  |

| Arbitro: | Agnolin (Bassano del Grappa) |

|  |           |                        |
|  | Marcatori | 60’, 89’ (rig.) Vialli |

#### Fase finale
| Arbitro: | Pezzella |

|                        |           |               |
| Paciocco 64’ Caneo 87’ | Marcatori | 4’ Vierchowod |

| Arbitro: | Agnolin (Bassano del Grappa) |

|                        |           |  |
| Bonomi 34’, 44’ (rig.) | Marcatori |  |

| Arbitro: | Di Cola (Avezzano) |

|                                              |           |                        |
| Vierchowod 8’ Branca 19’ R. Mancini 29’, 34’ | Marcatori | 25’ Destro 45’ Carillo |

| Arbitro: | Pezzella (Frattamaggiore) |

|               |           |             |
| Scarafoni 60’ | Marcatori | 23’ Briegel |

| Milano 6 aprile 1988 Semifinale - Andata | Inter               | 0 – 0 | Sampdoria | Stadio Giuseppe Meazza\| Arbitro: \| Lo Bello (Siracusa) \| |
| Arbitro:                                 | Lo Bello (Siracusa) |       |           |                                                             |

| Arbitro: | Agnolin (Bassano del Grappa) |

|                |           |  |
| R. Mancini 25’ | Marcatori |  |

| Arbitro: | Casarin (Milano) |

|                        |           |  |
| Briegel 10’ Vialli 32’ | Marcatori |  |

| Arbitro: | Agnolin (Bassano del Grappa) |

|                                            |           |              |
| Vierchowod 5’ (aut.) A. Paganin 35’ (aut.) | Marcatori | 112’ Salsano |

## Statistiche

### Statistiche di squadra
| Competizione | Punti | In casa | In casa | In casa | In casa | In casa | In casa | In trasferta | In trasferta | In trasferta | In trasferta | In trasferta | In trasferta | Totale | Totale | Totale | Totale | Totale | Totale | DR  |
| Competizione | Punti | G       | V       | N       | P       | Gf      | Gs      | G            | V            | N            | P            | Gf           | Gs           | G      | V      | N      | P      | Gf     | Gs     | DR  |
| ------------ | ----- | ------- | ------- | ------- | ------- | ------- | ------- | ------------ | ------------ | ------------ | ------------ | ------------ | ------------ | ------ | ------ | ------ | ------ | ------ | ------ | --- |
| Serie A      | 37    | 15      | 8       | 6       | 1       | 24      | 9       | 15           | 5            | 5            | 5            | 17           | 21           | 30     | 13     | 11     | 6      | 41     | 30     | +11 |
| Coppa Italia |       | 6       | 6       | 0       | 0       | 13      | 2       | 7            | 3            | 2            | 2            | 9            | 6            | 13     | 9      | 2      | 2      | 22     | 8      | +14 |
| Totale       |       | 21      | 14      | 6       | 1       | 37      | 11      | 22           | 8            | 7            | 7            | 26           | 27           | 43     | 22     | 13     | 8      | 63     | 38     | +25 |

### Statistiche dei giocatori
| Giocatore     | Serie A  | Serie A | Serie A     | Serie A    | Coppa Italia | Coppa Italia | Coppa Italia | Coppa Italia | Totale   | Totale | Totale      | Totale     |
| Giocatore     | Presenze | Reti    | Ammonizioni | Espulsioni | Presenze     | Reti         | Ammonizioni  | Espulsioni   | Presenze | Reti   | Ammonizioni | Espulsioni |
| ------------- | -------- | ------- | ----------- | ---------- | ------------ | ------------ | ------------ | ------------ | -------- | ------ | ----------- | ---------- |
| G. Bistazzoni | 28       | -29     | ?           | ?          | 8            | -4           | ?            | ?            | 36       | -33    | ?           | ?          |
| F. Bonomi     | 29       | 5       | ?           | ?          | 13           | 3            | ?            | ?            | 42       | 8      | ?           | ?          |
| M. Branca     | 9        | 1       | ?           | ?          | 9            | 1            | ?            | ?            | 18       | 2      | ?           | ?          |
| H. Briegel    | 27       | 3       | ?           | ?          | 12           | 3            | ?            | ?            | 39       | 6      | ?           | ?          |
| T. Cerezo     | 28       | 3       | ?           | ?          | 13           | 3            | ?            | ?            | 41       | 6      | ?           | ?          |
| L. Fusi       | 30       | 0       | ?           | ?          | 13           | 0            | ?            | ?            | 43       | 0      | ?           | ?          |
| M. Ganz       | 1        | 0       | ?           | ?          | 2            | 0            | ?            | ?            | 3        | 0      | ?           | ?          |
| M. Lanna      | 1        | 0       | ?           | ?          | -            | -            | -            | -            | 1        | 0      | 0+          | 0+         |
| R. Mancini    | 30       | 5       | ?           | ?          | 13           | 3            | ?            | ?            | 43       | 8      | ?           | ?          |
| M. Mannini    | 29       | 2       | ?           | ?          | 13           | 0            | ?            | ?            | 42       | 2      | ?           | ?          |
| A. Paganin    | 12       | 0       | ?           | ?          | 5            | 0            | ?            | ?            | 17       | 0      | ?           | ?          |
| G. Pagliuca   | 2        | -1      | ?           | ?          | 5            | -4           | ?            | ?            | 7        | -5     | ?           | ?          |
| F. Pari       | 30       | 1       | ?           | ?          | 12           | 1            | ?            | ?            | 42       | 2      | ?           | ?          |
| L. Pellegrini | 28       | 2       | ?           | ?          | 13           | 0            | ?            | ?            | 41       | 2      | ?           | ?          |
| F. Salsano    | 28       | 3       | ?           | ?          | 13           | 1            | ?            | ?            | 41       | 4      | ?           | ?          |
| G. Vialli     | 30       | 10      | ?           | ?          | 13           | 3            | ?            | ?            | 43       | 13     | ?           | ?          |
| P. Vierchowod | 29       | 5       | ?           | ?          | 11           | 2            | ?            | ?            | 40       | 7      | ?           | ?          |
| M. Zanutta    | -        | -       | -           | -          | 1            | 0            | ?            | ?            | 1        | 0      | 0+          | 0+         |